# Ahmad Shah Durrani
Aḥmad Shāh Abdālī Durrānī (in persiano احمد شاه ﺍﺑﺪﺍﻟﻲ‎ o in urdu احمد شاه دراني‎?, Aḥmad Shāh Durrānī; Multan, 1722 – Maruf, 16 ottobre 1772) è stato un politico, generale e sovrano afghano, padishah dell'Impero Durrani e ritenuto il fondatore del moderno stato dell'Afghanistan.
Iniziò la sua carriera militare arruolandosi come soldato nell'esercito afsharide e rapidamente seppe mettersi in mostra per le sue non comuni doti, tanto da arrivare al rango di comandante del reggimento Abdālī, un'unità di cavalleria composta da 4000 soldati pashtun Abdālī.
Dopo l'assassinio di Nādir Shāh Afshār nel 1747, Aḥmad Shāh Abdālī fu scelto come Re dell'Afghanistan. Radunando le sue tribù afghane e dei loro alleati, col suo Impero che fu chiamato Durrānī (da Durr-i durrān, "perla delle perle") sospinse più a est i Mughal e i Maratha dell'India, mentre a ovest mise le mani su ciò che restava del disintegrato Impero afsharide di Persia e più a nord sul Khanato di Bukhara.
Entro pochi anni estese il suo controllo al Khorasan, al Kashmir e al nord dell'India, oltre alle regioni comprese tra l'Amu Darya e il Mare Arabico.
Il suo mausoleo si trova nella città di Kandahar.

## Biografia

### I primi anni

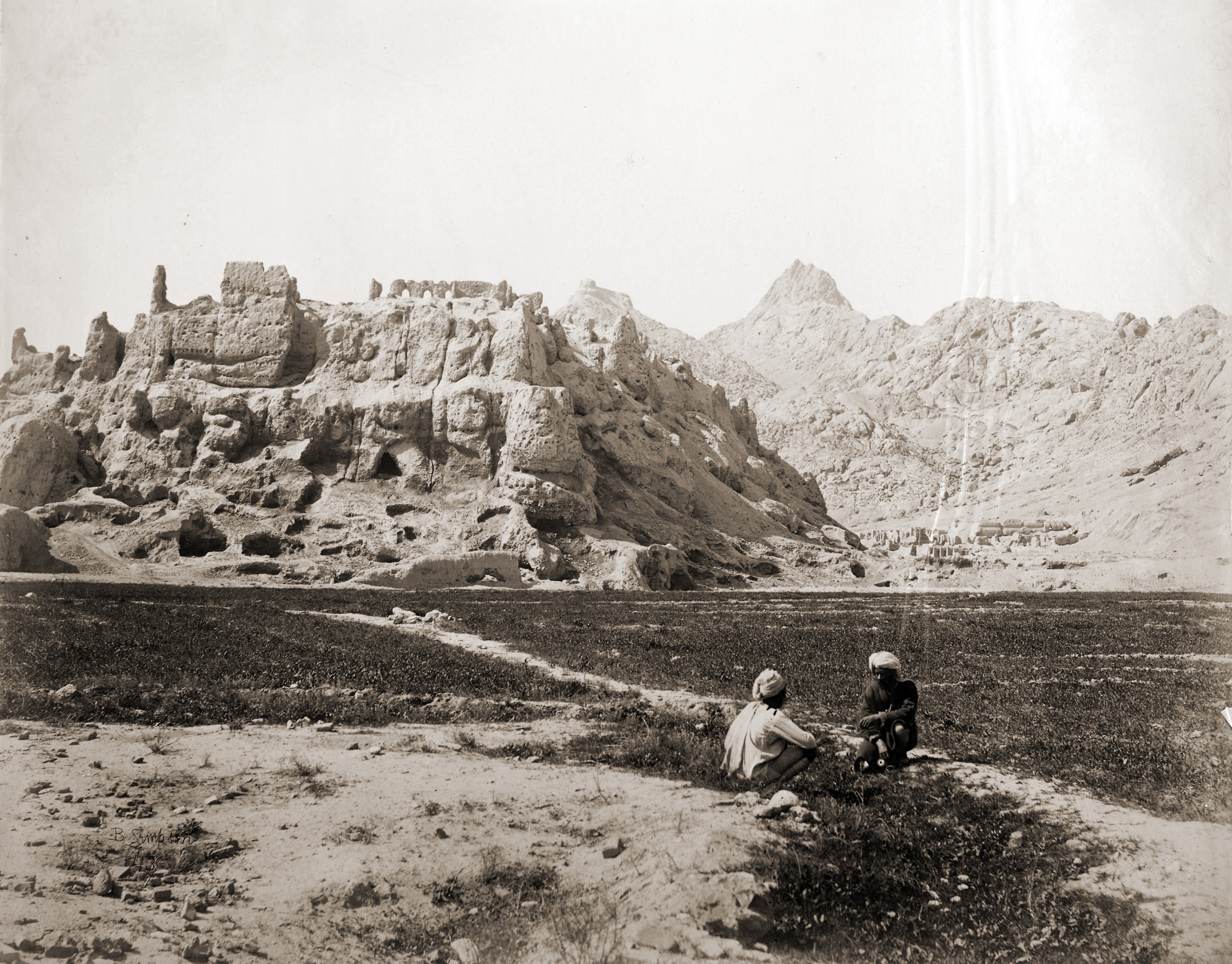
Fotografia del 1881 che mostra la fortezza dello scià Hussain Hotak nella vecchia città di Kandahar, dove Abdali e suo fratello Zulfikar vennero imprigionati. Il complessop venne distrutto nel 1738 dalle forze afsharidi della Persia.

Il padre di Ahmad, Mohammad Zaman Khan, fu governatore di Herat e capo della tribù pashtun degli Abdali, mentre sua madre, Zarghona Anaa, era figlia di Khalu Khan Alakozai ed apparteneva alla tribù degli Alakozai. Ahmad nacque secondo alcuni ad Herat (allora capitale del Sultanato di Herat, nell'attuale Afghanistan), oppure a Multan (allora città dell'Impero moghul, nell'attuale Pakistan) nel 1722.
Nel giugno del 1729, gli Abdali guidati da Zulfiqar dovettero arrendersi a Nadir Shah di Persia. Ad ogni modo, questi iniziarono ben presto ad agitare la popolazione locale e presero Herat e Mashad. Nel luglio del 1730, Zulfiqar sconfisse Ibrahim Khan, comandante militare e fratello di Nadir Shah, fatto che spinse lo scià a riprendere Mashad e a intervenire per schiacciare l'opposizione ad Harat. Dal luglio del 1731, Zulfiqar tornò nella sua capitale di Farah dove aveva servito come governatore dal 1726. L'anno dopo, il fratello di Nadir, Ibrahim Khan, prese anche il controllo di Farah, ma Zulfiqar ed il giovane Ahmad Durrani erano già fuggiti a Kandahar. Divennero successivamente prigionieri politici di Hussain Hotak, governatore della regione.
Nadir Shah iniziò ad arruolare anche gli Abdali nel suo esercito dal 1729. Dopo la conquista di Kandahar nel 1738, Durrani e suo fratello Zulfiqar vennero liberati ed iniziarono a condurre una fruttuosa carriera nell'amministrazione governativa di Nadir Shah. Zulfiqar venne infatti nominato governatore di Mazandaran mentre Ahmad rimase in servizio come attendente personale dello scià. La tribù dei Ghilji, originari dei territori ad est della regione di Kandahar, vennero espulsi da Kandahar per reinsediarvi gli Abdali assieme ai Qizilbash e ad altre tribù persiane.
Ahmad si distinse al servizio di Nadir e venne promosso al rango di attendente personale (yasāwal) con il comando di un reggimento di Abdali, un corpo di cavalleria di 4000 unità tra soldati e ufficiali. Il "reggimento Abdali" come divenne noto, partecipò all'invasione dell'Impero moghul nel 1738.
Secondo i racconti popolari, lo scià vide da subito un certo talento nel suo giovane comandante, ma quel che è certo è che Nadir lo scelse perché impressionato dalla sua personalità e dal suo valore e perché leale al monarca persiano.

### L'ascesa al potere

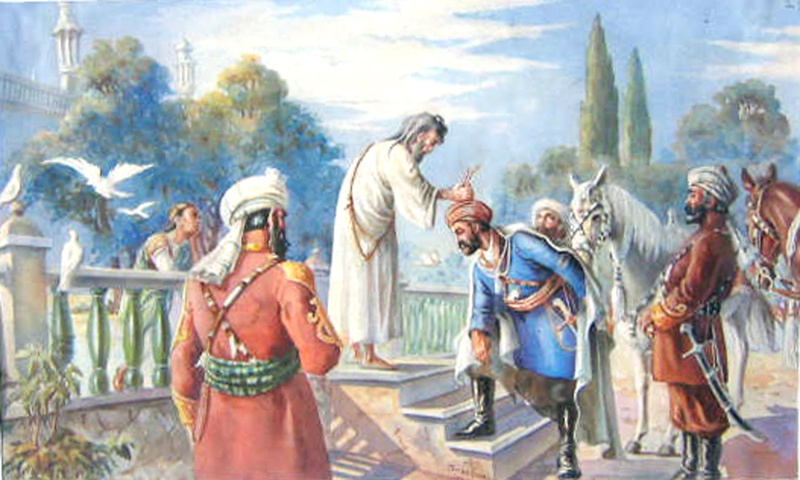
L'incoronazione di Ahmad Shah Durr-i-Durrān da parte dei capi Abdali a Kandahar nel 1747

Con la fine del governo di Nadir Shah nel giugno del 1747 quando questi venne assassinato dalle proprie guardie, gli Abdali erano comunque all'oscuro di tutto. Ad ogni modo, a Durrani venne detto dell'uccisione dello scià da una delle sue mogli. Malgrado il pericolo di venire attaccato, un contingente di Abdali guidato dallo stesso Durrani si precipitò sul luogo del delitto nella speranza di poter ancora salvare il sovrano. Raggiunta la tenda dello scià, lo trovarono decapitato. Avendolo servito lealmente, gli Abdali piansero amaramente, e tornarono a Kandahar. prima di ritirarsi verso Kandahar, tolsero dal dito di Nadir l'anello con il suo sigillo e presero con loro il diamante Koh-i-Noor. Sulla via del ritorno a Kandahar, gli Abdali accettarono Durrani all'unanimità quale loro nuovo capo, ponendogli sul capo le insegne della regalità e proclamandolo "sovrano regnante dell'Afghanistan".
Uno ei primi atti di Durrani come sovrano fu quello di adottare l'epiteto di Shāh Durr-i-Durrān, "Re, perla delle perle."

### La formazione dell'impero
Per quanto Ahmad Shah fosse stato nominato dai suoi Durrani (Abdali) e li avesse ripagati nominandoli in posti chiave del suo nuovo governo, il suo esercito era formato da soldati privenienti da etnie e gruppi tribali tra loro molto diversi come i ghilji, i qizilbash, gli azeri, i tagichi, gli uzbechi ed i beluci. Iniziò le sue conquiste militari catturando Qalati Ghilji dal governatore Ashraf Tokhi ed installando un nuovo governatore a lui fedele presso Ghazni. Contese quindi Kabul e Peshawar al governatore moghul Nasir Khan, e conquistò l'area del fiume Indo. Il 15 luglio 1747, Ahmad Shah nominò Muhammad Hashim Afridi capo degli Afridi di Peshawar. Ahmad Shah conquistò poi Herat nel 1750, Balkh e Badakhshan nel 1751 ed il Kashmir nel 1752.
Condusse inoltre due campagne nel Khorasan (1750-1751 e 1754-1755). Durante la prima campagna assediò Mashhad nel luglio del 1750 ma si ritirò dopo quattro mesi ed il 10 novembre si portò a Nishapur. Le sue forze subirono pesanti perdite e vennero costrette a ritirarsi all'inizio del 1751. Nel 1754 ritentò l'invasione. Nel giugno del 1754 prese Tun ed il 23 luglio assediò Mashhad. Mashhad cadde il 2 dicembre e per quanto Shahrokh di Persia venisse rinominato governatore del Khorasan nel maggio del 1755 venne costretto a cedere Torshiz, Bakharz, Jam, Khaf e Turbat-e Haidari agli afghani. Invase nuovamente Nishapur e dopo sette giorni di assedio la città cadde il 24 giugno 1755 e venne completamente distrutta.

### Le invasioni dell'India

Le invasioni di Durrani portarono a notevoli sconvolgimenti politici nelle regioni del Punjab e dell'Hindustan.

#### Le prime invasioni

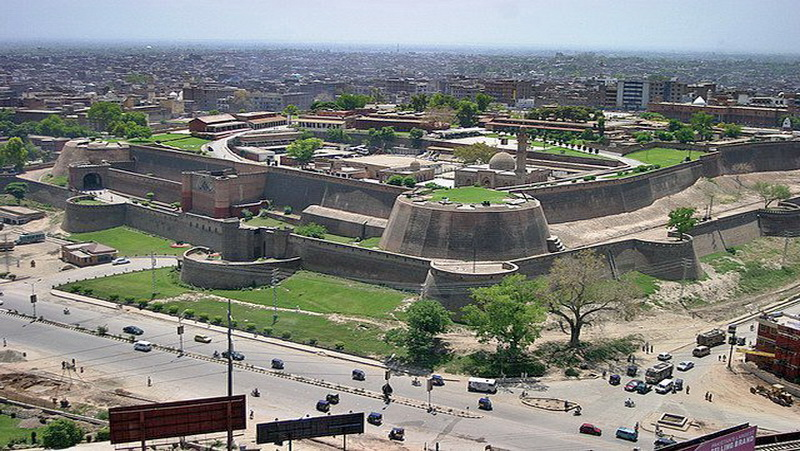
Il forte di Bala Hissar a Peshawar fu una delle residenze reali di Ahmad Shah.

Peshawar era un punto conveniente per le conquiste militari di Ahmad Shah nella regione dell'Industan. Dal 1748 al 1767, egli invase l'Hindustan otto volte. Dapprima attraversò l'Indo nel 1748, e l'anno successivo le sue forze saccheggiarono ed assorbirono Lahore nei suoi domini. Nel 1749, Ahmad Shah catturò l'area del Punjab attorno a Lahore. In quello stesso anno, l'imperatore moghul trattò con Ahmad col progetto di cedergli Sindh e tutto il Punjab a patto di rispettare la sua capitale. Avendo ottenuto notevoli territori senza combattere, Ahmad Shah inviò le sue forze ad ovest a prendere possesso di Herat che era ancora governata dal nipote di Nadir Shah, Shah Rukh. La città cadde nelle mani degli afghani nel 1750, dopo quasi un anno di assedio sanguinoso; le forze afghane quindi si portarono nell'attuale Iran, catturando Nishapur e Mashhad nel 1751. A seguito della riconquista di Mashhad nel 1754, Ahmad Shah visitò il Santuario dell'imam Reza e ne ordinò la riparazione. Ahmad Shah concesse il perdono a Shah Rukh e ricostruì Khorasan ma come tributaria dell'impero durrani. Questo rappresentò il confine più occidentale dell'impero afghano.

### La terza battaglia di Panipat

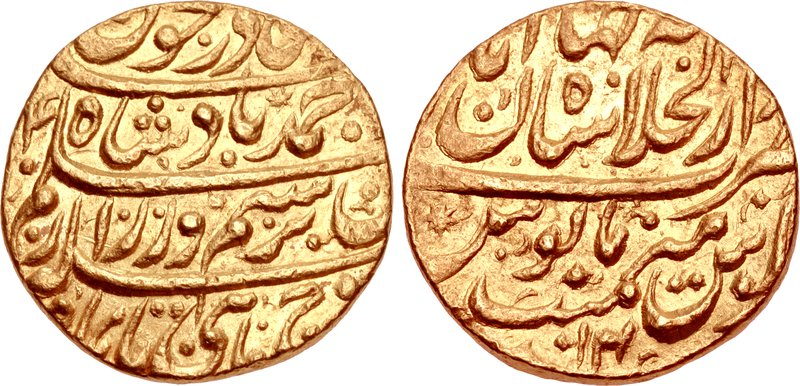
Moneta d'oro di Ahmad Shah Durrani, coniata a Shahjahanabad (Vecchia Delhi), datata 1760/1

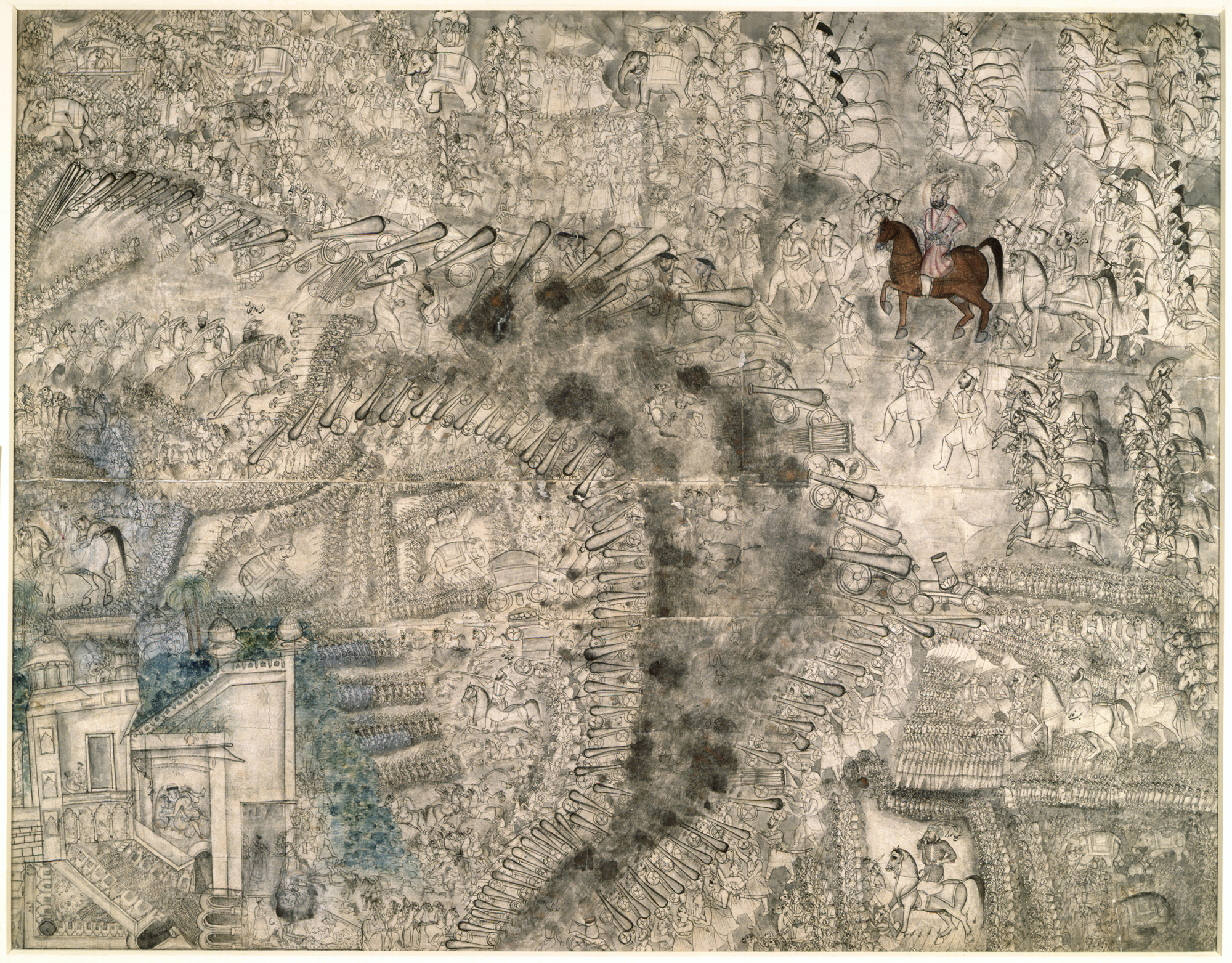
Durrani a cavallo durante la battaglia di Panipat (1761) nell'India settentrionale.

Il potere dei moghul nell'India settentrionale era in declino dalla morte di Aurangzeb nel 1707. Nel 1751-1752, venne siglato il trattato di Ahamdiya tra i maratha e i moghul, quando Balaji Bajirao era peshwa dell'Impero maratha. Con questo trattato, i maratha controllarono gran parte dell'India dalla loro capitale a Poona, mentre il governo dei moghul venne ristretto alla sola Delhi (gli imperatori rimasero sovrani nominali di Delhi). I maratha si spinsero quindi ad espandere i loro territori nell'India nordoccidentale. I Durrani saccheggiarono la capitale moghul e si ritirarono poi col bottino raccolto. A scontrarsi con gli afghani, il peshwa Balaji Bajirao inviò Raghunathrao. Questi riuscì a scacciare Timur Shah e la sua corte dall'India e a portarsi nel nordovest dell'India a Peshawar sotto il governo dei maratha. Per questo, al suo ritorno a Kandahar nel 1757, Durrani scelse di spostarsi in India e confrontarsi con le forze maratha per riottenere la parte nordoccidentale del subcontinente.
Nel 1761, Durrani iniziò la sua campagna militare per recuperare i territori perduti. Le prime schermaglie furono vittoriose per gli afghani contro i maratha dell'India nordoccidentale. Dal 1759, Durrani ed il suo esercito raggiunsero Lahore con l'intento di confrontarsi direttamente coi maratha. Nel 1760, i maratha organizzarono un grande esercito al comando di Sadashivrao Bhau. Ancora una volta, Panipat fu lo scenario per una battaglia per il controllo dell'India settentrionale. La terza battaglia di Panipat venne combattuta tra le forze afghane di Durrani e quelle maratha nel gennaio del 1761 e riportò la vittoria per gli afghani.

### In Asia centrale
L'area storica dell'attuale Xinjiang era composta dai distretti delle aree del bacino del Tarim e di Dzungaria, ed era originariamente popolata dagli indoeuropei Tochariani e dagli iraniani Saka che avevano il buddismo quale loro religione di stato. L'area divenne soggetta sia ad una "turchificazione" che ad una "islamizzazione" ad opera dei turchi musulmani invasori. Sia i turchi buddisti Uyghur che i turchi musulmani Karluk presero parte alla turchificazione e alla conquista del bacino del Tarim. I musulmani procedettero quindi a sottomettere anche i loro alleati con l'intento di convertirli all'islam. Questa "turchificazione" venne portata avanti tra IX e X secolo da due differenti regni turchi, il buddista regno di Qocho ed il musulmano khanato di Kara-Khanid. Nel X secolo, il regno di Khotan, buddista, venne attaccato dai musulmani.
La popolazione islamica del bacino del Tarim era originariamente sottoposta al governo del kkhanato di Chagatai, mentre i buddisti si trovavano sotto il khanato di Dzungar. Dal 1680 quest'ultimo era divenuto padrone dell'intero bacino del Tarim avendo sottomesso il Chagatai.
L'area passò successivamente sotto il governo dell'Impero cinese della dinastia Qing. Quando Durrani venne a sapere che gli imperatori cinesi stavano pianificando una spedizione su Samarcanda, inviò delle proprie truppe a Kokand, ma l'allarme rientrò quasi subito e si scoprì che la spedizione non era mai stata programmata. Durrani ritirò quindi le proprie forze per non inimicarsi i potenti vicini cinesi. Durrani inviò invece degli ambasciatori a Pechino per discutere dell'area di Afaqi Khojas.

### Morte e fama

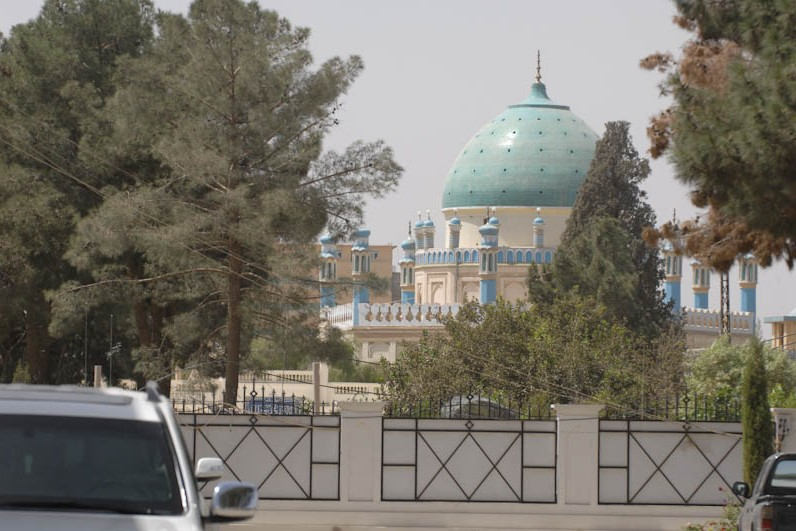
La tomba di Ahmad Shah Durrani a Kandahar, che oggi serve anche da moschea locale e da santuario per la conservazione del sacro mantello indossato secondo la tradizione da Maometto.

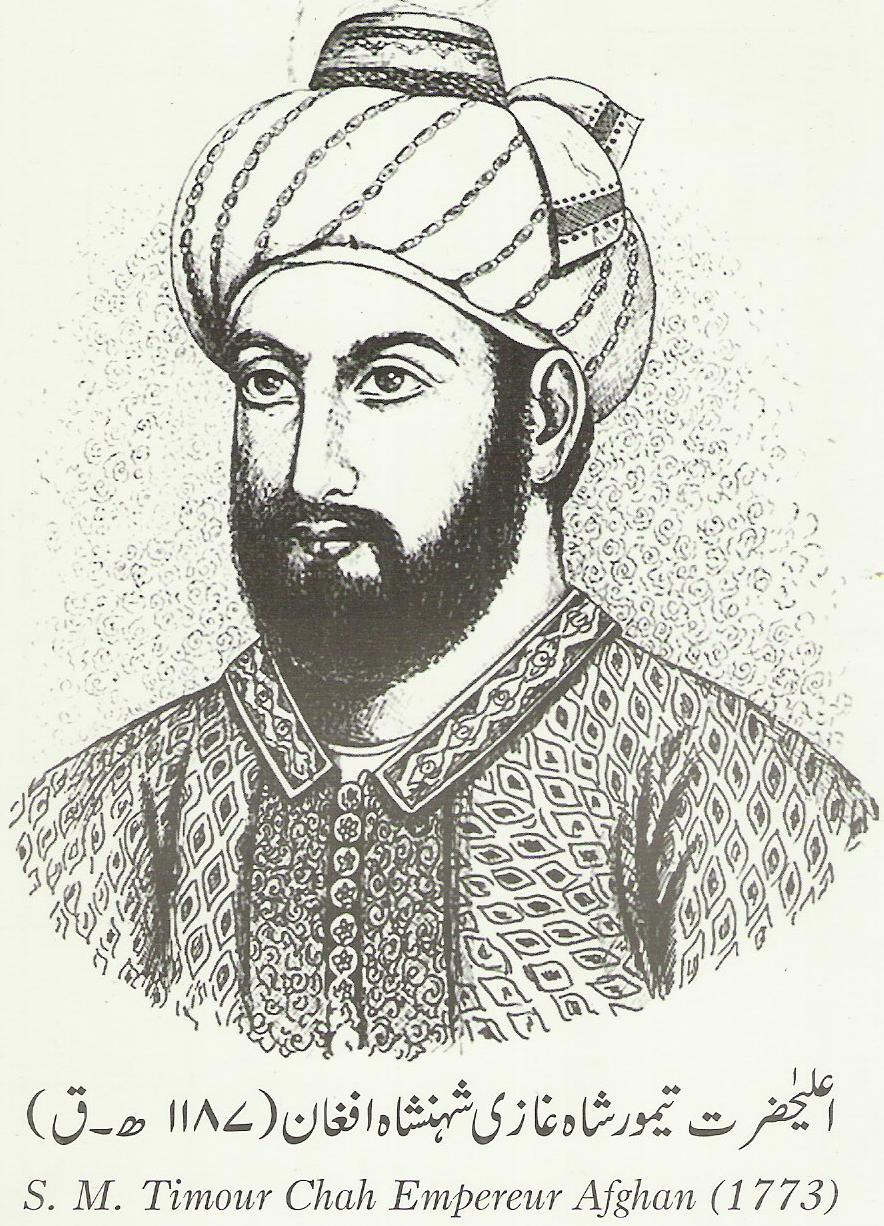
Il figlio e successore di Ahmad Shah, Timur Shah Durrani

Ahmad Shah soffrì per anni di una ferita al naso subita durante una caduta da cavallo a Kabul nel 1768, che gradualmente peggiorò e andò ad incancrenire alcune parti della sua faccia, incluso il suo occhio sinistro. Su consiglio dei suoi medici, trascorse parte delle sue ultime estati in un clima più freddo come le piane di Margha nella Toba Achakzai. Morì di malattia il 16 ottobre 1772 a Maruf, Toba Achakzai, ad ovest di Kandahar.
Venne sepolto nella città di Kandahar nei pressi del santuario del mantello, dove venne costruito un grande mausoleo in suo onore che così venne descritto dai contemporanei:
Sulla sua tomba si trova il seguente epitaffio:
Il Re d'alto rango, Ahmad Shah Durrani,

Fu eguale a Kisra nel gestire il suo governo.

Al tempo suo, fu noto per gloria e grandezza,

La leonessa ha nutrito il cervo col suo latte.

Da ogni luogo, all'orecchio dei suoi nemici

Giunse la lama del suo pugnale.

La data della sua dipartita dalla casa dei mortali

Fu l'anno della Hijra 1186 (1772 A.D.)
La vittoria di Durrani sui maratha influenzò la storia del subcontinente indiano e, in particolare, le politiche della Compagnia britannica delle Indie orientali nella regione. Il suo rifiuto di continuare le sue campagne nell'India interna gli impedirono di scontrarsi direttamente con i coloni inglesi, ma nel contempo egli indebolì l'impero moghul consentendo l'espansione dei britannici ad esempio nel Bengala. Gli inglesi comunque tennero sott'occhio i movimenti di Durrani attraverso i loro servizi segreti per paura di una nuova campagna militare in India. Il terrore dell'espansionismo dei Durrani fu tale che nel 1798 la Compagnia britannica delle Indie orientali concluse di inviare un proprio ambasciatore alla corte persiana affinché istigasse i persiani a reclamare Herat e ad impedire così una possibile invasione afghana in India. Mountstuart Elphinstone scrisse di Ahmad Shah:
(Mountstuart Elphinstone)
I suoi successori, a partire da suo figlio Timur Shah e finendo con Shah Shuja Durrani, si dimostrarono in gran parte incapaci di governare l'impero durrani e si trovarono attaccati da più fronti. Gran parte del territorio conquistato da Ahmad Shah cadde inesorabilment enele mani di altri sul finire del XIX secolo.
In Pakistan, un missile balistico a corto raggio, è stato chiamato Abdali-I in onore di Ahmad Shah Abdali e delle sue prodezze militari.